# Liste der Monuments historiques in Cussac-Fort-Médoc
Die Liste der Monuments historiques in Cussac-Fort-Médoc führt die Monuments historiques in der französischen Gemeinde Cussac-Fort-Médoc auf.

## Liste der Bauwerke
| Bezeichnung      | Beschreibung                  | Standort | Kennzeichnung | Schutzstatus | Datum | Bild           |
| ---------------- | ----------------------------- | -------- | ------------- | ------------ | ----- | -------------- |
| Schloss Bernones | Erbaut im 18./19. Jahrhundert | (Lage)   | PA33000159    | Inscrit      | 2012  | weitere Bilder |
| Fort             | Erbaut 1689                   | (Lage)   | PA00083534    | Classé       | 1956  | weitere Bilder |

## Liste der Objekte
| Bezeichnung               | Beschreibung           | Standort                    | Kennzeichnung | Schutzstatus | Datum | Bild |
| ------------------------- | ---------------------- | --------------------------- | ------------- | ------------ | ----- | ---- |
| Sarkophag                 | Stein                  | in der Kirche St-Symphorien | PM33001314    | Inscrit      | 1978  |      |
| Skulptur Madonna mit Kind | Stein, 15. Jahrhundert | in der Kirche St-Symphorien | PM33000923    | Classé       | 1979  |      |